# 天使のナイフ
『天使のナイフ』（てんしのナイフ）は、薬丸岳の小説。2005年に第51回江戸川乱歩賞を受賞した、作者のデビュー作である。
江戸川乱歩賞の選考会では、予備選考の時点から独走状態で、本選でも選考委員の満場一致で受賞が決定した。
作者がこの作品を書こうと思ったのは、高野和明の『13階段』を読んだことがきっかけで、少年犯罪というデリケートな問題を扱う作品であるため入念な下調べが行われ、法律面では講談社の顧問弁護士に最終的な確認を求めた。
2005年8月10日に単行本、2008年8月12日に講談社文庫が発売された。2021年8月12日には、講談社文庫の新装版が発売された。

## あらすじ
保育園に通う娘と2人、幸せに暮らしていた貴志の元を、突然警察が訪れる。殺人事件が起こり、貴志がその容疑者になっているという。
殺されたのは沢村和也という少年。かつて貴志の妻を殺しておきながら、13歳であったがために、『殺人事件』は『非行』という言葉に置き換えられ、何も刑を受けなかった人物だった。確かに殺してやりたいほど憎かったが、自分は何もしていない。やはり彼らに『更生』を求めたのは間違いだったのか。貴志は事件後和也らがどのように過ごしていたのかを知りたくなり、関係者らを訪れるが、思いもよらなかった事件の真相に触れることとなる。

## 登場人物
桧山貴志（ひやま たかし）
フランチャイズのカフェのオーナー店長。研修を受け、24歳の時に開業した。シングルファーザー。
桧山愛実（ひやま まなみ）
保育園児。生後5か月の頃、目の前で母親を殺される。
桧山祥子（ひやま しょうこ）
貴志の妻。4年前、少年らに殺された。事件の2か月前に預金していた500万円を下ろしていたが、その使途は不明。旧姓は前田。
早川みゆき（はやかわ みゆき）
愛美が通う保育園の保育士。化粧っ気もなく地味な印象の女性。中学生の頃、祥子と同じ塾に通っており、親しくしていた。
福井健（ふくい けん）
貴志の店のアルバイト店員。
仁科歩美（にしな あゆみ）
貴志の店の新人アルバイト店員。
鈴木裕子（すずき ゆうこ）
貴志の店のアルバイト店員。
三枝利幸（さえぐさ としゆき）
埼玉県警の刑事。
長岡（ながおか）
大宮署の刑事。
沢村和也（さわむら かずや）
祥子を殺した少年の1人。元・少年B。
前田澄子（まえだ すみこ）
貴志の義母（祥子の母）。
貫井哲郎（ぬくい てつろう）
自称・ノンフィクションライター。少年犯罪に関する書籍も出版している。
八木将彦（やぎ まさひこ）
元・少年A。事件前から、万引きや恐喝などを繰り返していた。
丸山純（まるやま じゅん）
元・少年C。眼鏡をかけた色白いやせた少年。
桜井（さくらい）
和也が送致された更生施設の園長。
鈴木（すずき）夫妻
更生施設の寮母夫妻。和也を実の子のように面倒を見た。
加藤友里（かとう ゆり）
和也の幼稚園時代からの幼なじみ。高校に入ってからは付き合っていたが、殺害される少し前に別れを切り出される。

## 書籍情報
- 単行本：2005年8月8日発売、講談社、ISBN 978-4-06-213055-4
- 文庫本：2008年8月12日発売、講談社文庫、ISBN 978-4-06-276138-3（巻末解説：高野和明）
- 文庫本【新装版】：2021年8月12日発売、講談社文庫、ISBN 978-4-06-523766-3（巻末解説：高野和明）

## テレビドラマ
2015年2月22日から3月22日までWOWOWの連続ドラマW「日曜オリジナルドラマ」枠で放送された。全5話。
主演は小出恵介。村上虹郎は本作品がドラマ初出演作となった。

### キャスト
- 桧山貴志：小出恵介
- 早川みゆき：倉科カナ[8]
- 桧山祥子：藤本泉
- 桧山愛実：横溝菜帆
- 福井健：千葉雄大
- 長岡：町田啓太[8]
- 八木将彦（少年A）：清水尋也
- 沢村和也（少年B）：北村匠海
- 丸山純（少年C）：村上虹郎
- 加藤友里：夏居瑠奈
- 小柴晴彦：小倉一郎
- 滝沢俊夫：原田龍二
- 木村：堀内敬子
- 相沢秀樹：和田正人（15歳時：上田晟人）
- 三枝：手塚とおる[8]
- 前田澄子：若村麻由美
- 貫井哲郎：ラサール石井
- 仁科歩美：桜井玲香
- 学生アルバイト：西野七瀬、松村沙友理[8]
- 大森副店長：井上康
- カレイドスコープを売っている店の店主：綾田俊樹
- 八木が通っていたバーのバーテンダー∶ 柏原収史

### スタッフ
- 原作 - 薬丸岳
- 脚本 - 尾西兼一
- 音楽 - 橋本しん（Sin）
- 演出 - 永山耕三
- プロデュース - 喜多麗子
- 制作協力 - 5年D組
- 製作著作 - WOWOW

### 放送日程
| 放送回 | 放送日  | サブタイトル |
| ------ | ------- | ------------ |
| 第1話  | 2月22日 | 罪           |
| 第2話  | 3月01日 | 更生         |
| 第3話  | 3月08日 | 罰           |
| 第4話  | 3月15日 | 告白         |
| 第5話  | 3月22日 | 懺悔         |

## オーディオブック
講談社文庫の新装版が、2025年2月21日よりAudibleで配信された。ナレーターは西山慎哉。